# Tossal de l'Àliga (Terrassa)
El Tossal de l'Àliga és una muntanya de 842 metres que es troba entre els municipis de Terrassa i de Vacarisses, a la comarca del Vallès Occidental.